# Рух РЕТО
Рух РЕТО ( ісп. Movimiento RETO; скорочення від Movimiento Renovación Total , RETO) — еквадорська політична партія. Вона була заснована колишнім префектом міста Асуай Паулем Карраско у 2018 році. Хоча партія складається з кількох партійних коаліцій, вона є переважно правоцентристською, зберігаючи при цьому певну ліберальну політичну філософію.
На загальних виборах в Еквадорі 2023 року партія підтримала Ксав'єра Ерваса.

## Результати виборів

### Вибори до Національних зборів
| Вибори | Лідер          | голосів   | %     | Місця   | +/– |
| ------ | -------------- | --------- | ----- | ------- | --- |
| 2023   | Пауль Карраско | 141,577   | 1.69  | 0 / 137 | –   |
| 2025   | Пауль Карраско | 3,764,096 | 41.32 | 1 / 151 | ▲ 1 |

1. ↑  Балотувався в коаліції з Рух громадянської революції, отримав 1 місце